# Patti Davis
Patti Davis, nata Patricia Ann Reagan (Los Angeles, 21 ottobre 1952), è un'attrice e scrittrice statunitense.

## Biografia
Nata a Los Angeles, è figlia dell'attore e 40º Presidente degli Stati Uniti Ronald Reagan e della sua seconda moglie Nancy Reagan.
Si è formata presso la Northwestern University e ha poi frequentato per due anni (1970-1971) l'University of Southern California. Ha cambiato il suo cognome nel nome da nubile di sua madre, Davis, nel tentativo di avere una carriera indipendente. Non è stata mai affiliata al Partito Repubblicano, di cui suo padre fu un esponente dal 1962.
Negli anni '70 ha vissuto con il musicista Bernie Leadon. Risulta coautrice della canzone I Wish You Peace della sua band, gli Eagles, inclusa nell'album One of These Nights (1975).
Negli anni '80 ha recitato in alcune produzioni televisive e nel 1986 ha pubblicato il suo primo romanzo Home Front, che diventò controverso e criticato. Dopo un secondo romanzo dal titolo Deadfall (1989), pubblica un'autobiografia intitolata The Way I See It (1992), in cui rivela molti drammi e segreti familiari. Nel luglio 1994 ha posato per la rivista Playboy, risultando anche in questa occasione una figura controversa.
Dal 1984 al 1990 è stata sposata con l'insegnante di yoga Paul Grilley.
Nel 2004 pubblica The Long Goodbye, libro che l'autrice ha iniziato a scrivere quando a suo padre venne diagnosticato la malattia di Alzheimer. Al contempo ha scritto per riviste e giornali come The New York Times, Newsweek e Time. Una sua sceneggiatura originale, Spring Thaw, divenne un film televisivo dal titolo Sacrifices of the Heart nel 2007.

## Filmografia

### Cinema
- Pantera Rosa - Il mistero Clouseau (Curse of the Pink Panther), regia di Blake Edwards (1983)
- Tango & Cash, regia di Andrej Končalovskij (1989)
- The Last Party, regia di Marc Levin e Mark Benjamin (1993) - documentario

### Televisione
- CHiPs - un episodio (1979)
- Fantasilandia (Fantasy Island) - un episodio (1980)
- Vega$ - 2 episodi (1980)
- Nero Wolfe - un episodio (1981)
- Club Max - film TV (1981)
- Cuore e batticuore (Hart to Hart) - un episodio (1982)
- Romance Theatre - 5 episodi (1982)
- Night Partners - film TV (1983)
- Trapper John - un episodio (1983)
- Simon & Simon - 2 episodi (1983, 1985)
- Love Boat (The Love Boat) - 2 episodi (1979, 1986)